# 미하엘 벨커
미하엘 벨커 (Michael Welker, 1947년 11월 20일, 독일 에를랑겐)은 독일의 개신교 신학자이며 하이델베르크 대학교 조직신학 교수이다. 1973년 몰트만에게서 박사학위를 받았다. 1978년에 하인리히(Henrich)교수에게서 또 하나의 박사학위를 받았다.
그는 성경신학과 일반이론에 대한 연구에 초점을 맞추고 있다. 조직신학에 전공한 그는 주로 창조론, 기독론, 성령론, 인간론, 율법과 복음, 종말론, 자연과학과 신학과의 대화 혹은 기타 사회과학과 신학과의 대화, 그리고 교회 일치주의을 연구하였다. 그리고 근본적으로는 독일내 개혁신학 전통을 대표하고 있다. 한국에도 방문하였다. 하나님의 성령, 창조에 대한 책을 출판하였다. 그는 헤겔을 위시한 독일 관념론의 철학과 화이트헤드의 형이상학을 포함한 영미의 경험론적 신학 방법을 종합적으로 수용하여 새로운 방식의 조직신학적 방법을 창안하였다. 사회학자 니클라스 루만(Niklas Luhmann)과 시스템 이론을 연결한다.

## 학력
- 1983 - 1987 튀빙엔대학교 조직신학 교수
- 1987 - 1991 뮌스터대학교 조직신학 교수 (개혁신학 교수직)
- 1991 - 현재 하이델베르크대학교 조직신학 교수 (교의학 교수직)
- 1984년 시카고대학교(University of Chicago) 객원교수
- 1985년 맥매스터대학교(McMaster University) 객원교수
- 1988년/1995년 프린스턴신학교(Princeton Theological Seminary) 객원교수
- 1997년/1999년 프린스턴 신학연구소(Center of Theological Inquiry) 객원교수
- 2001년 하버드대학교 신학부(Harvard Divinity School) 객원교수
- 2008년 캠브리지대학교(영국) 객원교수

## 경력
- 1996 - 2006 하이델베르크 대학교 국제 학문포럼 연구소장 (Internationales Wissenschaftsforum der Universität Heidelberg: IWH)
- 2003년 프린스턴 신학연구소 연구소장 (CTI: Center of Theological Inquiry)
- 2005년 이래 하이델베르크 국제 학제간 연구소 연구소장 (FIIT: Forschungszentrum Internationale Interdisziplinäre Theologie)

## 번역서
- 미하일 벨커(신준호 역),『하나님의 영』 (대한기독교서회, 1995)
- 미하일 벨커(김재진 역), 『성서에 기초한 최근 신학의 핵심적 주제』 (크리스챤다이제스트, 1998)
- 미하일 벨커 (임걸 역), 『성찬식에서 무엇이 일어나는가?』 (한들, 2000)
- 미하일 벨커&존 폴킹혼 (신준호 역), 『종말론에 관한 과학과 신학의 대화』 (대한기독교서회, 2002)

## 원서
- The Work of the Spirit: Pneumatology and Pentecostalism (ed.), Eerdmans: Grand Rapids 2006
- God's Life in Trinity (ed.), Fortress: Minneapolis 2006
- Reconsidering the Boundaries between Theological Disciplines, LIT: Münster 2005
- Reformed Theology (ed.), Eerdmans: Grand Rapids 2003
- Resurrection – Theological and Scientific Assessments (ed.), Eerdmans: Grand Rapids 2002
- Faith in the Living God (ed.), SPCK: London 2001
- The End of the World and the Ends of God: Science and Theology on Eschatology, Trinity: Harrisburg 2000
- What Happens in Holy Communion?, Eerdmans: Grand Rapids 2000
- Creation and Reality, Fortress: Minneapolis 1999
- "We Live Deeper than We Think" - the genius of Schleiermacher's earliest ethics, Theology Today, July 1999
- God the Spirit, Fortress: Minneapolis 1994

## 디지털 자료
- Digital Bibliography of Michael Welker